# Narcocapitalismo
O narcocapitalismo  (derivados: narcoestado e narcoeconomia) é um neologismo destinado a caracterizar a política-econômica do sistema capitalista em que o comércio de drogas ilegais é um ponto forte e de importância para a economia de um país.
O termo narcoestado se aplica a países cujas instituições políticas se encontram significativamente influenciadas pelo tráfico de drogas, e cujos líderes desempenham simultaneamente cargos como funcionários do governo e são membros das redes de tráfico de entorpecentes ilegais, amparados pelos respectivos poderes legais.
O uso do termo começou a ser implementado na década de 1980 com o surgimento de poderosas organizações mafiosas na Colômbia. Atualmente, são usualmente considerados dois exemplos de narcoestado: Kosovo  na Europa e Guiné-Bissau  na África, embora várias instituições têm alertado que outros países podem cair sob este tipo de governo, como por exemplo o Afeganistão.
Dois dos países que normalmente têm sido associados com o termo, devido ao grande poder alcançado pelos cartéis de droga em seus territórios, têm sido Colômbia e México, o que também vem exercendo uma influência significativa sobre os outros países vizinhos. Outro exemplo de narcoestado é o Suriname, onde até o presidente em exercício é procurado internacionalmente por tráfico de drogas. Mais recentemente, a Venezuela foi classificada como um narcoestado devido à relação que poderosas figuras do governo venezuelano possuem com traficantes de drogas. Durante uma reunião do conselho de segurança das nações unidas para discutir a crise na Venezuela, a embaixadora dos EUA nas nações unidas Nikki Haley afirmou que a Venezuela é uma "ameaça global" e um narcoestado perigoso.